# Lasioglossum wollastoni
Lasioglossum wollastoni är en biart som först beskrevs av Cockerell 1922.  Lasioglossum wollastoni ingår i släktet smalbin, och familjen vägbin. Inga underarter finns listade i Catalogue of Life.